# Skidegate
Skidegate (Hlgaiu, Hlgagilda), jedan od najvažnijih haidskih gradova u otočju kraljice Charlotte. Pravi naziv grada je Hlgaiu ili Hlgagilda, a njegovo ime Skidegate iskrivljeni je naziv poglavice Sgedagits. Skidegate je svoje ime dao i haidskoj jezičnoj porodici Skittagetan.
Prvi stanovnici grada bila je porodica Hlgaiu-lanas iz klana Orla, a kasnije u njemu žive i porodice kolerktivno nazvane Gitins. Između 1836 i 1841. grad ima 48 kuća i 738 stanovnika. Nešto kasnije tamo se nalazi 20 kuća s 300 - 400 stanovnika; 239 (1909).
Vodeće porodice koje su živjele u Skidegati su Nayuuns-haidagai, Nasagas-haidagai i podčinjene Lagalaiguahl-lanas, Gitin-gidjats.